# 協和 (美容業)
株式会社FRACORA（フラコラ）は、原液美容液・美容サプリメントなどを販売する美容総合通販事業「FRACORA（フラコラ）」を運営する企業。ライフサイエンスと最先端テクノロジーを製品開発プロセスに組み込み、本物の美と健康をお届けすることがFRACORAの使命。

## 関連サイト
- 株式会社FRACORA コーポレートサイト
- FRACORA（フラコラ）
- フラコラ（fracora）/株式会社fracora（fracora Co., Ltd.） Facebookページ
- FRACORA(フラコラ) 公式Twitter
- FRACORA(フラコラ)公式インスタグラム